# Pachrophylla margaretae
Pachrophylla margaretae är en fjärilsart som beskrevs av Sperry 1954. Pachrophylla margaretae ingår i släktet Pachrophylla och familjen mätare. Inga underarter finns listade i Catalogue of Life.